# Patscher Schneid
Die Patscher Schneid ist ein 3147 m ü. A. hoher Berggipfel der Rieserfernergruppe an der Grenze zwischen Osttirol (Österreich) und Südtirol (Italien).

## Lage
Die Patscher Schneid befindet sich im Nordwesten des Bezirks Lienz (Gemeinde St. Jakob in Defereggen) bzw. im Nordosten von Südtirol (Gemeinde Sand in Taufers). Sie liegt zwischen dem Patscher Törl (3072 m ü. A.) im Südwesten, das die Patscher Schneid von der Barmer Spitze (3200 m ü. A.) trennt sowie dem Fenneregg 3123 m ü. A. im Nordosten. Östlich der Patscher Schneid liegt das kleine Rampleterkees, westlich der Lenksteinferner. Der Hauptgipfel der Patscher Schneid wird vom Tiroler Rauminformationssystem (TIRIS) mit (3080 m ü. A.) definiert. Georg Zlöbl unterscheidet hingegen die Südliche Patscher Schneid (auch Patscher Spitze, 3082 m ü. A.), die Nördliche Patscher Schneid (3090 m ü. A.) und die Nördlichste Patscher Schneid (3105 m ü. A.). Die in Südtirol befindlichen Bergflanken sind im Naturpark Rieserferner-Ahrn unter Schutz gestellt.

## Anstiegsmöglichkeiten
Der Normalweg führt von der Barmer Hütte zum Patscher Törtl und danach durch Gratüberschreitung über alle drei Gipfel der Patscher Schneid zum Fenneregg (UIAA II-III+).